# SD-Audio
SD-Audio（エスディーオーディオ）は、SDメモリーカードに著作権保護を施して音楽を記録するSDアプリケーションフォーマットである。

## 概要
SD-Audioは、SDメモリーカードのアプリケーションフォーマットの一つとして規格化された。
SD-Audio自体はMP3に代表されるような音声圧縮のファイルフォーマットではない。もともとSDメモリーカードにはCPRMによる著作権保護機能が備わっており、これを利用して音声データファイルを暗号化する規格である。暗号化前の元データとしてはMP3、MPEG2-AAC、MPEG2-AAC+SBR（HE-AAC）、WMAがサポートされている。
1998年、MP3の違法ファイルコピーによる著作権侵害が広がり、対策に苦慮していたアメリカレコード協会が中心となり、デジタルオーディオの著作権保護規格策定団体SDMIが設立された。
1999年、SDMIからPortable Device Specificationが公開され、その規格に準拠するオーディオフォーマットとしてSD-Audioが制定された。
SDメモリーカードが生まれた直後の2000年から2001年にかけて、松下電器産業（現・パナソニックホールディングス）、東芝、日本ビクター（現・JVCケンウッド）から本規格に準拠した携帯型オーディオプレイヤーが順次リリースされ、その後はSDメモリーカード、miniSDカード、microSDカードを搭載できる携帯電話を中心に採用された製品がリリースされた。主に日本国内が中心に販売されていたが、海外でも本規格に準拠した製品は販売されていた。 

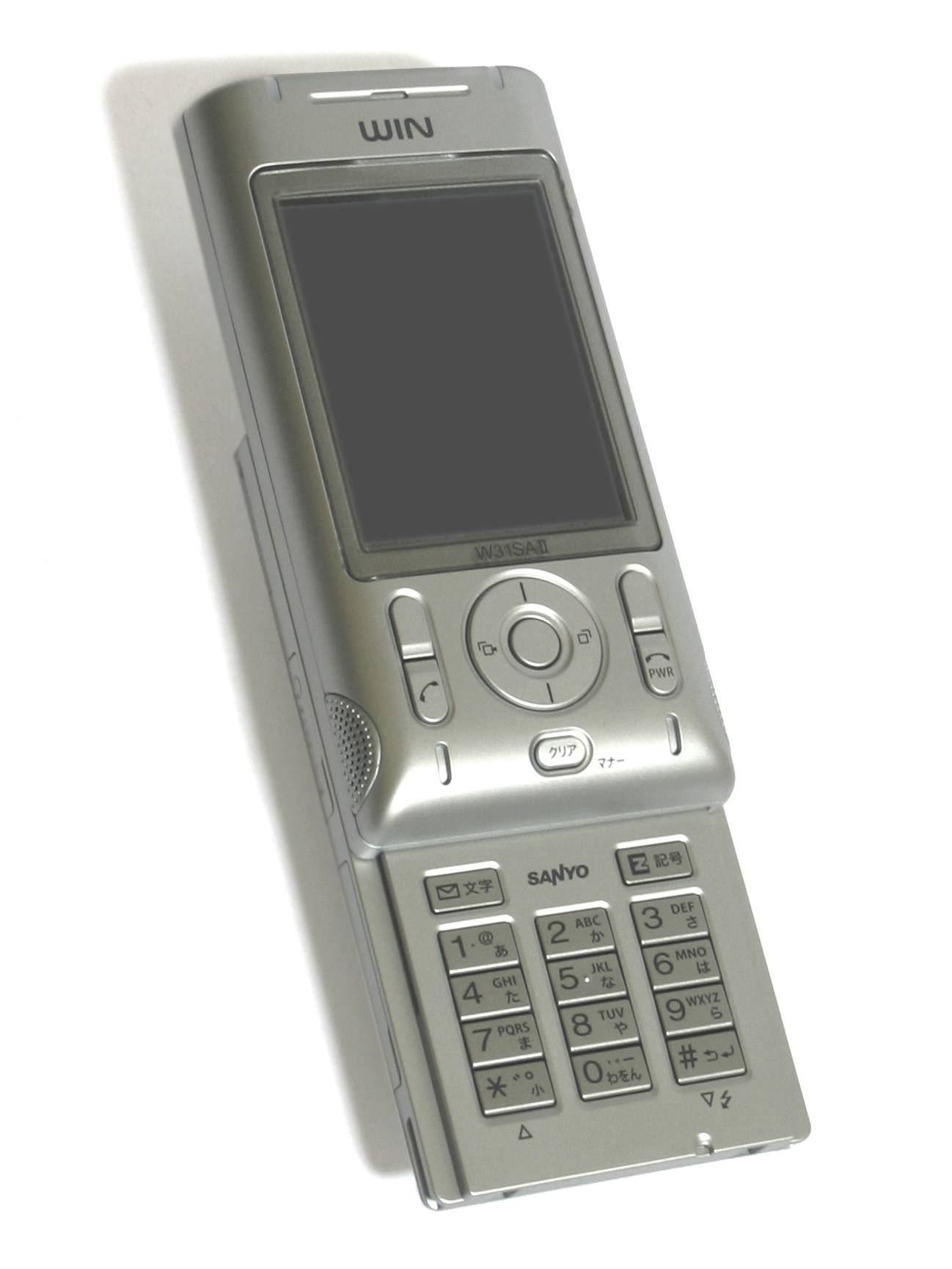
au W31SA II　SD-Audioに対応したスライドタイプミュージックケータイである。(2005年製)

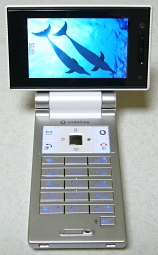
SoftBank 905SH SD-Audioに対応しており本体に光デジタル変換ケーブルを接続しCDなどからSD-Audio形式(AAC)で録音することもできる。(2006年製)

SD-Audio関連のSD CardのアプリケーションフォーマットとしてはMIDIの音声データを格納するSD-Sound、ボイスレコーダ用のSD-Voiceがある。

## 特徴
SD-Audioの特徴のひとつは、ファイルの移動を実現したことである。通常パソコンにおいては、移動と称した動作であってもファイルを複製したのち、古いほうを削除することになる。この複製と削除を一連の動作として確実に実施することで、複製を制限することが目的のひとつであった。CPRMを用いた暗号化とSDカード内の秘匿領域の利用により、データの複製後の削除を確実なものとし、たとえファイルをバックアップしておいたり、データ復元ソフト等で戻そうとしても復元不可能とすることが実現できている。
これらの著作権保護をおこなうため、SDメモリーカードの操作には、専用のソフトウェアと、セキュア対応のSDカードリーダーを用いなければいけない。
対応機器は、正規の手続きで暗号化して書き込まれたデータでなければSD-Audioファイルとして認識しない。また、パソコンに内蔵されているSDカードリーダーや市販されているUSB接続のSDカードリーダーの多くはセキュア対応しておらず、SD-Audioの転送に使用することができない。多くのSD-Audio製品は付属のケーブルを用いてパソコンと接続することができ、それ自身がカードリーダーとして動作するため、必ず別途カードリーダーを買わなければ利用できない、というものではないが、ユーザーが誤解をしやすい。

## 衰退
携帯音楽プレーヤーの市場においては、AppleのiPodやソニーのウォークマンが市場を寡占して、SD-Audio対応製品は大きなシェアを取ることができなかった。携帯電話の市場では多くの採用を誇っていたが、その所有者のほとんどは携帯電話の音楽プレイヤー機能を使わず、別の携帯音楽プレイヤーを所持し使用するということが多かったため、SD-Audio利用者はそれほど伸びなかった。
かつては「著作者の権利を守るために著作権保護機能が必要で、そのためにはユーザーが自由に扱えないことがあったり使いにくくても仕方ない」とされてきたが、2007年頃には、「複雑な著作権保護は不便を強いるだけでなく市場の発展にとっても好ましくない」という意見が多くなり、アップルやAmazon.comのコンテンツ配信サービスがDRMフリー化するなど、著作権保護を行わないことが主流となった。規格から徹底的な著作権保護を行っているSD-Audioは、このような流れに乗ることができず、ユーザーから避けられるようになった。
2008年には、音楽配信サービスのMOOCSが終了し、携帯音楽プレーヤーのPanasonic D-Snapも生産を終了したことで、SD-Audioは市場からほぼ撤退した形となった。
その後も携帯音楽プレーヤー以外の分野、家庭用コンポやワンセグテレビ、カーナビなどでSD-Audio規格の製品は販売されているが、その多くは、SD-Audioも再生できるが暗号化されていないファイルであっても再生できるようになっているため、当初の著作権管理の効果はなく、実質的には従来品との互換のために動作するようになっているだけである。

## 日本での製品群

### 音楽配信サービス
- Arcstar MUSIC (2002年5月で終了)
- MOOCS (2008年3月で終了)

### PC用データ転送ソフトウェア
- SD-Jukebox
- SD-MobileImpact（パソコンやワンセグケータイに添付。単体で販売はされていない。）
- 東芝オーディオマネージャー（東芝製オーディオプレイヤーに添付。単体で販売はされていない。）

### カードリーダー
- 松下電器産業（パナソニック）
  - BN-SDCAP3 / BN-SDCAP3B / BN-SDCEP3 / BN-SDCGP3
  - BN-SDCJP3 / BN-SDCKP3
  - BN-SDCLP3 / BN-SDCMP3
- アイ・オー・データ機器
  - USB2-SDMV
- バッファロー
  - DH-OP-SDCR

### デジタルオーディオプレーヤーなど
- 松下電器産業（パナソニック）
  - SDオーディオプレイヤー - SV-SD70/SV-SD01/SV-SD75/SV-SD80/SV-SD50
  - SDオーディオレコーダー - SV-SR100
  - D-snap（デジタルカメラ/ポータブルオーディオ））(SV-AV100を除く)
  - VIERAワンセグ（携帯型ワンセグテレビ）(SV-ME550、SV-ME1000、SV-ME5000を除く)
  - デジタルメディアプレイヤー - SV-MV100
  - Strada（カーナビゲーションシステム）
  - 一部の旧デジタルテレビ
  - DIGA（DVD/ブルーレイレコーダ）
  - D-dock（オーディオコンポ）
  - マルチメディアオーディオシステム(ミニコンポとデジタルフォトフレーム一体型) - MW-10/MW-7
- 東芝（家電事業部、現・東芝ライフスタイル）
  - モバイルオーディオプレーヤ - MEA110AS / MEA211AS / MEA212AS
- 日本ビクター（現・JVCケンウッド）
  - SDオーディオプレーヤー - XA-SD1

### 携帯電話
- NTTドコモ
  - パナソニックモバイルコミュニケーションズ（現・パナソニック コネクト）
    - FOMA 7シリーズ - P701iD / P702i / P702iD / P703i / P703iμ / P704i / P704iμ / P705i / PROSOLID μ / P706ie / P706iμ
    - FOMA 9シリーズ - P901iS / P902i / P902iS / P903i / P903iTV / P903iX / P904i / P905i / P905iTV / P906i
    - docomo STYLE series - P-02A / P-03A / P-06A / P-08A / P-10A / P-06B
    - docomo PRIME series - P-01A / P-07A
    - docomo SMART series - P-04A / P-05A / P-09A
    - その他 - P711m（通信専用端末）

  - シャープ
    - FOMA 7シリーズ - SH702iD / SH702iS / SH703i / SH704i / SH705i SH705iII / SH706ie
    - FOMA 9シリーズ - SH902i / SH902iS / DOLCE SL / SH903i / SH903iTV / SH904i / SH905i / SH905iTV

  - 日本電気
    - FOMA 7シリーズ - N703iD / N703iμ / N704iμ / N705i / N705iμ / N706i / N706ie
    - FOMA 9シリーズ - N902iS / N902iX / N903i / N904i / N905i / N905iμ / N905iBiz / N906i / N906iL onefone / N906iμ
    - docomo STYLE series - N-02A / N-03A / N-05A / N-08A
    - docomo PRIME series - N-01A / N-06A / N-07A
    - docomo SMART series - N-04A / N-09A

  - LGエレクトロニクス
    - FOMA 7シリーズ - L704i / L705iX
    - docomo STYLE series- L-04A / L-01B / L-02B / L-03B / L-04B
    - docomo PRIME series - L-01A / L-06A
    - その他 - L852i

- au（KDDI/沖縄セルラー電話）
  - 日立製作所（後のカシオ日立モバイルコミュニケーションズ→NECカシオ モバイルコミュニケーションズ）
    - W32H / W41H / W42H / W43H / W51H / W52H / W53H / W61H

  - カシオ計算機（後のカシオ日立モバイルコミュニケーションズ→NECカシオ モバイルコミュニケーションズ）
    - W41CA / W42CA / W43CA / W51CA / W52CA / W53CA / W61CA

  - 三洋電機、鳥取三洋電機（斜体字で表記） 
    - W31SA / W32SA / W33SA / W41SA / W42SA / W43SA / W51SA / W52SA / W53SA / INFOBAR2 /  W62SA

  - パナソニック モバイルコミュニケーションズ
    - W51P / W52P / W61P / W62P / 島耕作ケータイ

- ソフトバンクモバイル（J-PHONE/vodafone時代の機種を含む）
  - シャープ
    - PDC端末 
      - J-SH51 / J-SH52 / J-SH53 / V501SH / V601SH / V602SH / V603SH / V604SH

    - ボーダフォングローバルスタンダード/SoftBank 3G端末
      - 7シリーズ - V703SH / V703SHf / V705SH
      - 8シリーズ - V801SH / V802SH / V804SH / 810SH / 811SH / 812SH / 813SH / 814SH / 815SH / 816SH / 820SH / 821SH / 822SH / 823SH / 824SH / 825SH / 830SH / 831SH
      - 9シリーズ - V902SH / V903SH / V904SH / V905SH / 910SH / 911SH / 912SH / 913SH / 920SH / 921SH / 922SH / 923SH / 930SH / 931SH / 932SH
      - 2010年秋モデル以降 - 001SH / 002SH / 004SH / 109SH

  - パナソニック モバイルコミュニケーションズ
    - SoftBank 3G端末
      - 8シリーズ - 823P / 824P / 832P
      - 9シリーズ - 920P / 921P / 930P
      - 2010年秋モデル以降 - 001P / 103P

  - 三洋電機
    - ボーダフォングローバルスタンダード端末
      - 8シリーズ - V801SA